# Osservazioni critiche sulla questione nazionale
Osservazioni critiche sulla questione nazionale (in russo Критические заметки по национальному вопросу?, Kritičiskije zametki po nazional'nomu voprosu), articolo di Vladimir Lenin. Scritto nell'ottobre-dicembre 1913. Pubblicato nella rivista giuridica bolscevica «Lume» nel 1913, numero 10, 11, 12.
La stesura dell'articolo fu preceduta dai saggi di Lenin sulla questione nazionale, letti nell'estate del 1913 in alcune città svizzere: Zurigo, Ginevra, Losanna e Berna. Nell'autunno del 1913 Lenin presentò un rapporto sulla questione nazionale alla riunione di Poronin degli operai del partito del Comitato Centrale del POSDR. Dopo il rapporto di Lenin, fu adottata una risoluzione da lui scritta. Dopo l'incontro, Lenin iniziò a lavorare sull'articolo.
Insieme agli articoli "sull'orgoglio nazionale dei grandi russi" e "sul diritto di autodeterminazione delle nazioni", questo articolo delinea le principali disposizioni del programma nazionale dei bolscevichi:
- completa uguaglianza delle nazioni[6]

- il diritto delle nazioni all'autodeterminazione[5][6]

- l'unità degli operai di tutte le nazioni[1][6]

Inoltre l'articolo rileva